# Neuer Markt (Stralsund)
Der Neue Markt (von 1970 bis 1990 Leninplatz) im Stadtgebiet Altstadt der Stadt Stralsund ist einer von zwei historischen Marktplätzen in der Stadt am Strelasund. Er wird überwiegend als Parkplatz genutzt, aber auch als Veranstaltungsplatz. Zahlreiche als Baudenkmal geschützte Gebäude stehen am Neuen Markt, das historisch bedeutendste Gebäude ist die Pfarrkirche St. Marien.

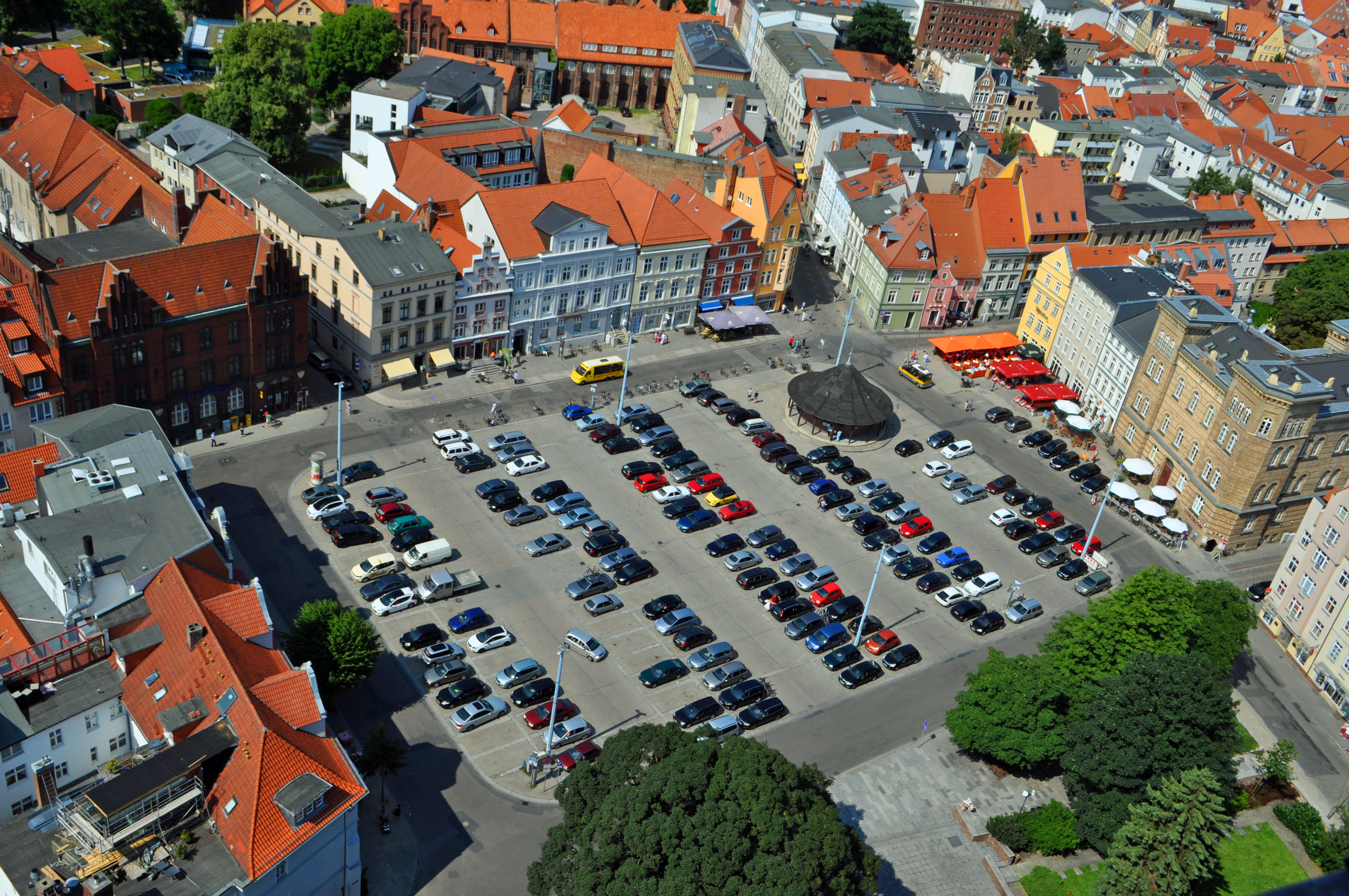
Der Neue Markt vom Turm der Marienkirche, Blickrichtung Norden (2013)

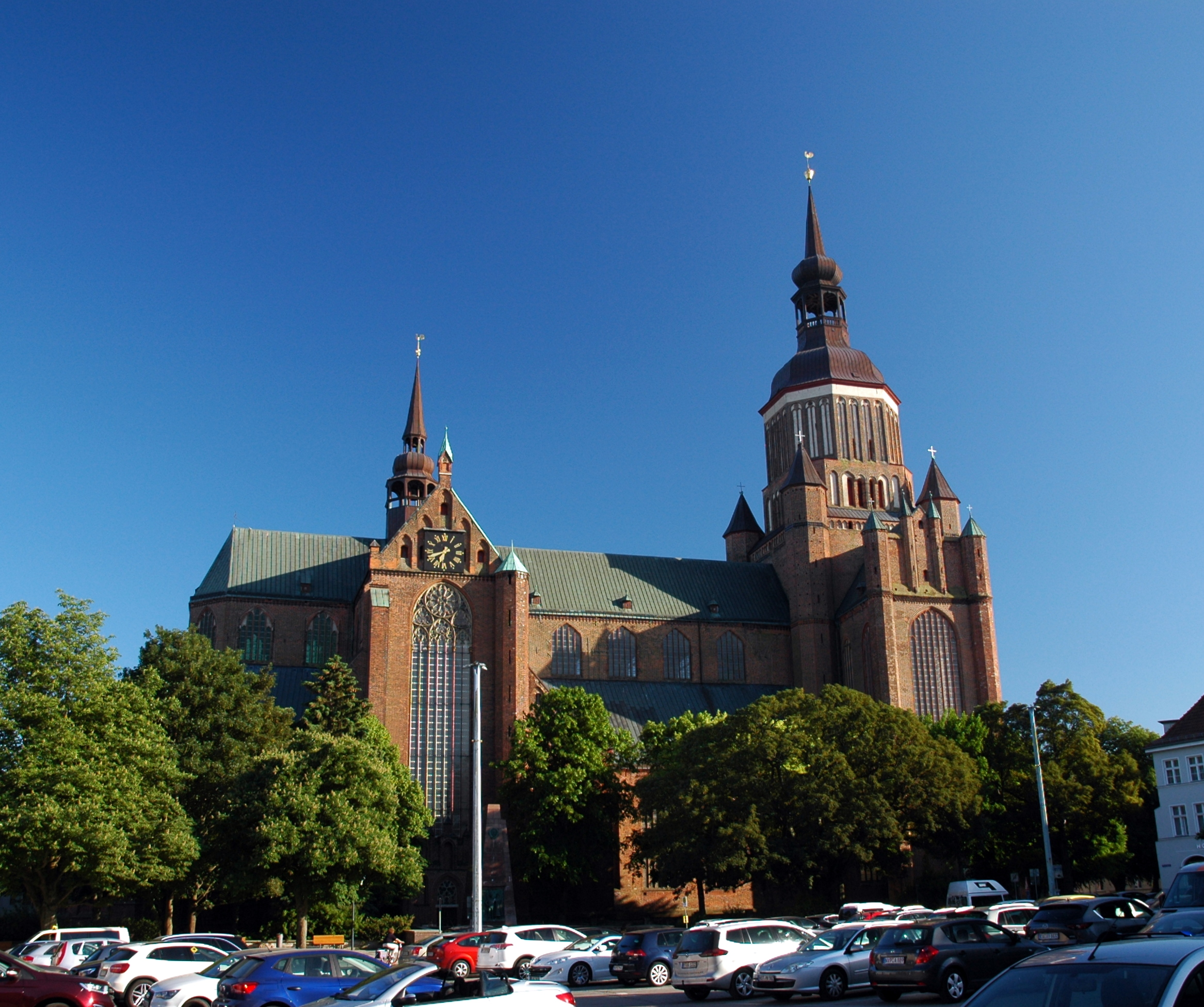
Die Marienkirche am Neuen Markt (2018)

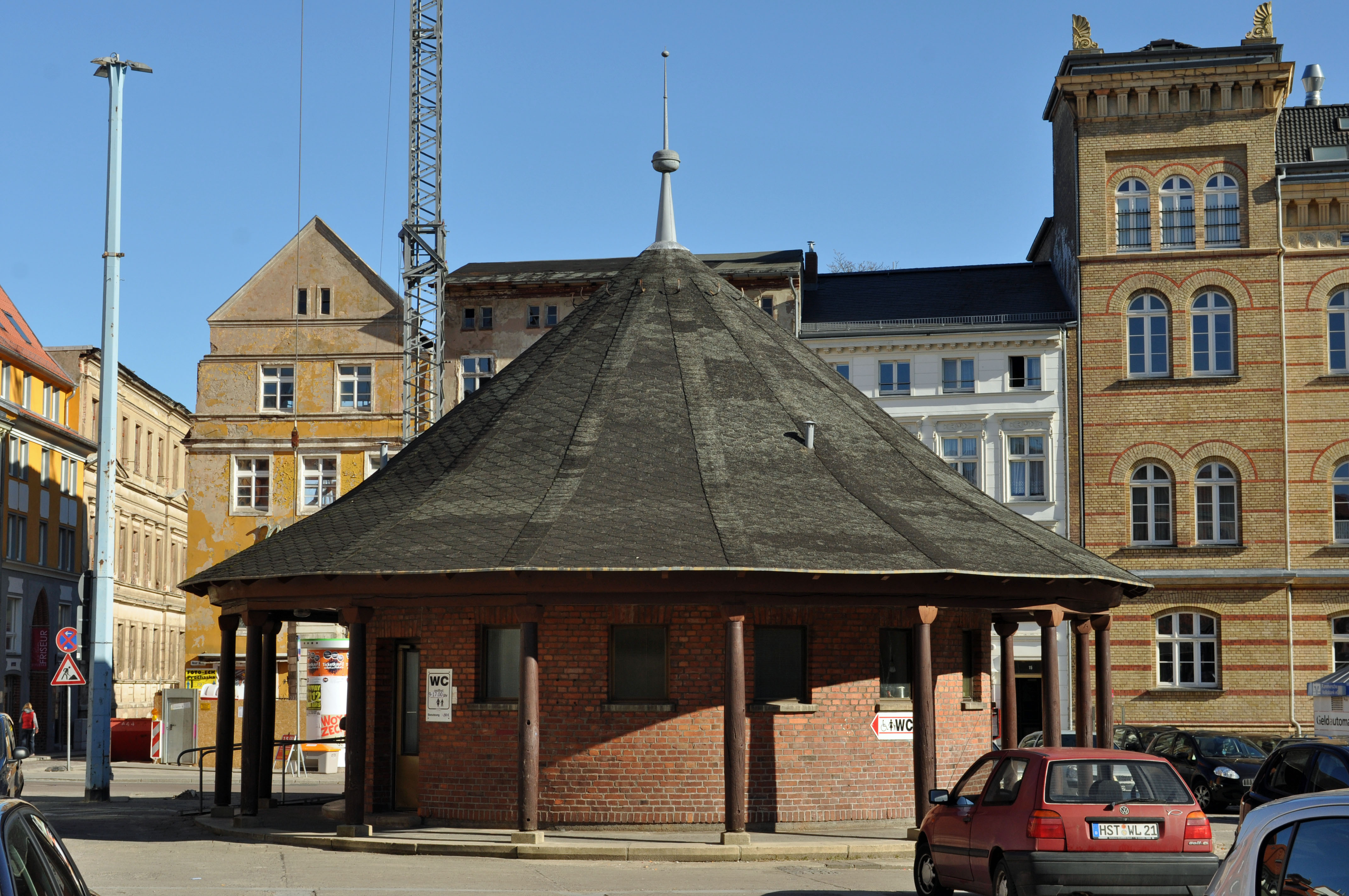
Das Toilettenhäuschen von 1954 auf dem Neuen Markt (2012)

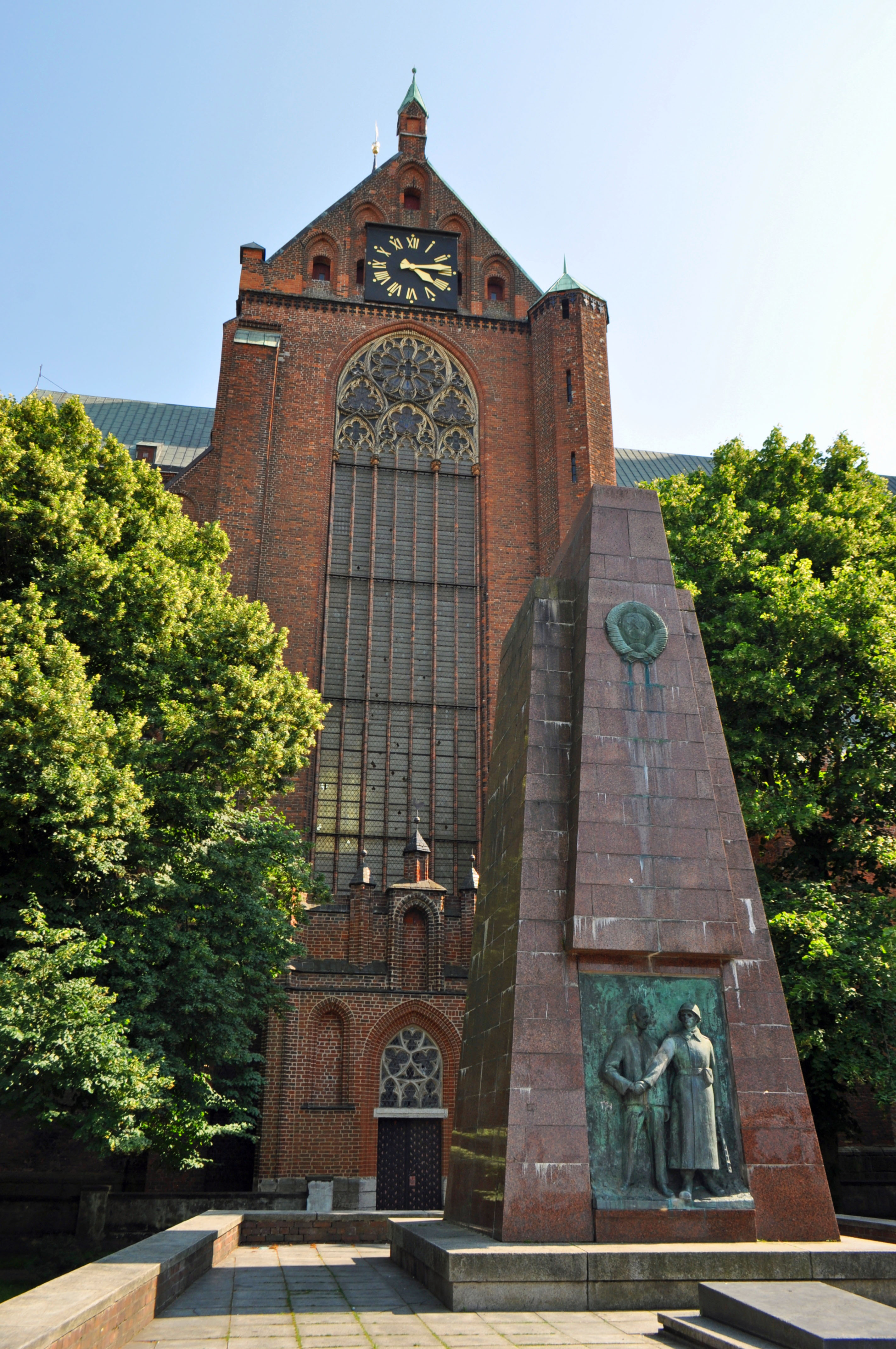
Sowjetisches Ehrenmal vor der Marienkirche am Neuen Markt (2013)

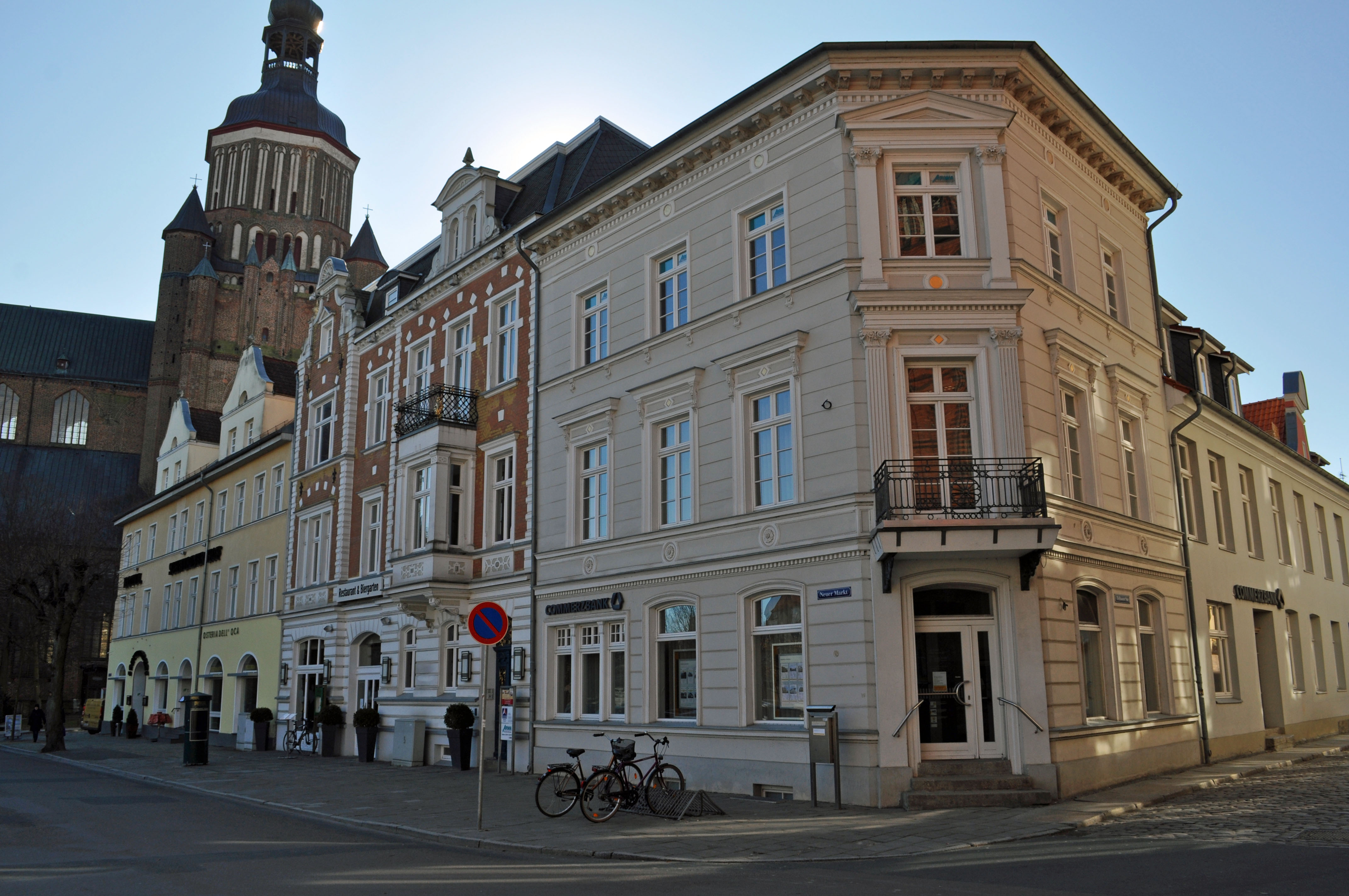
Gebäude an der Westseite (2012)

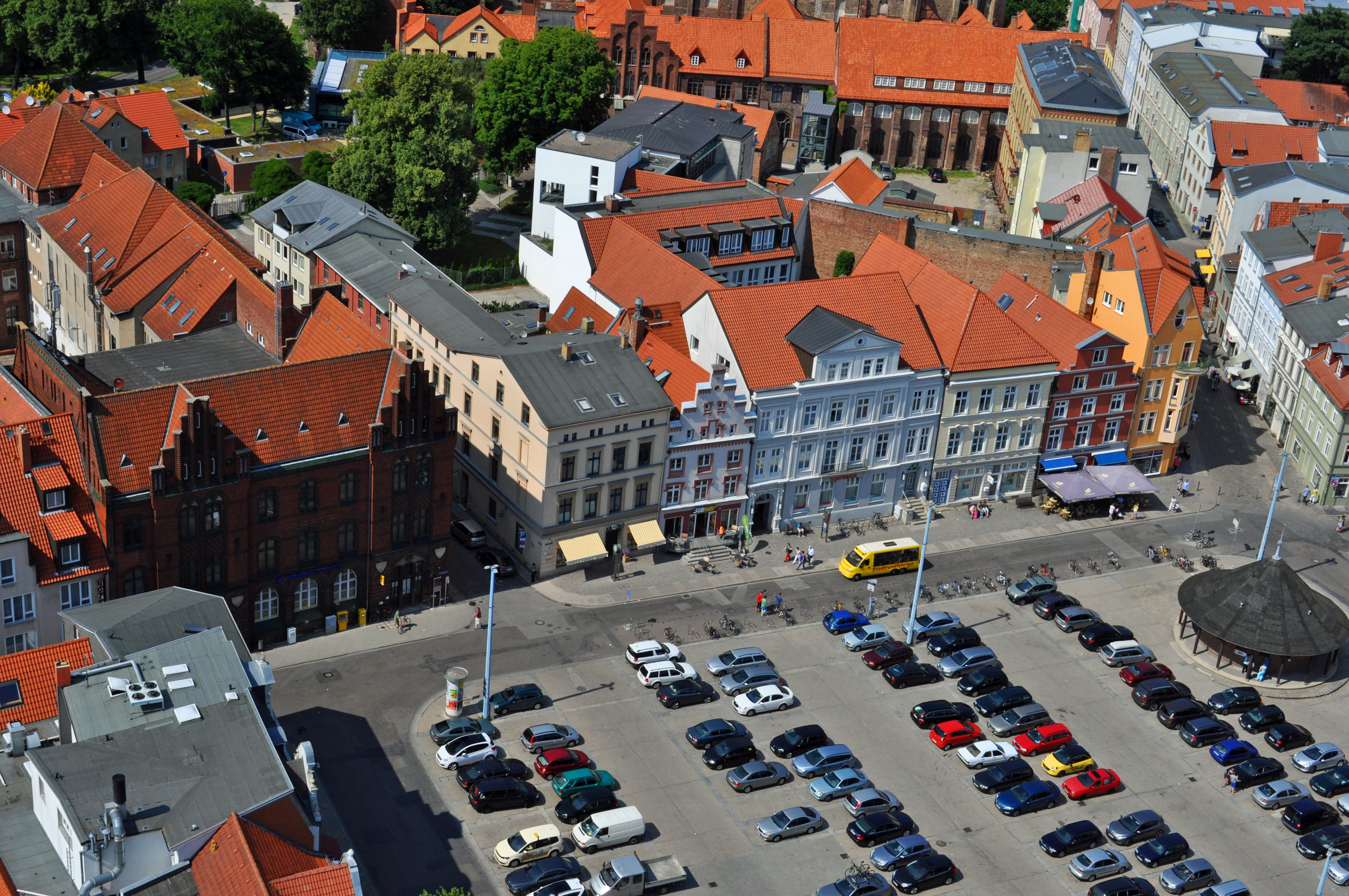
Gebäude an der Nordseite des Marktes (2013)

## Geschichte
Der Neue Markt wurde vor 1278 als forum erstmals urkundlich erwähnt. Er war Zentrum einer neuen Stadt, die sich zeitlich etwas nach der Altstadt mit ihrem Zentrum, dem Alten Markt, entwickelte. Einige Forscher vermuten, dass es sich bei dieser Stadt um Schadegard gehandelt hätte, andere sehen die „Neustadt“ eher als Bestandteil Stralsunds von Anbeginn. 
An der Westseite des Neuen Marktes, vor den Häusern, stand ein eigenes Rathaus, das dem Rathaus am Alten Markt – allerdings ohne die Schaufassade – ähnelte. 2021 wurden im Zuge der Neugestaltung des Marktplatzes die Reste dieses Gebäudes entdeckt. Hinterher wurden die Ausgrabungen verfüllt und eingeebnet.
Bei der Belagerung durch Friedrich Wilhelm, den „Großen Kurfürsten“, im Jahr 1678 wurden das Rathaus und auch alle anderen Häuser am Neuen Markt zerstört. Es wurde als Materialhaus (Malchhaus) durch die Schweden neu errichtet. Nach dem Übergang Stralsunds vom Königreich Schweden zum Königreich Preußen wurde das Haus zunächst als Zeughaus weiter genutzt, in der zweiten Hälfte des 19. Jahrhunderts aber abgerissen.
Im Zweiten Weltkrieg wurde unter dem Platz ein Luftschutzbunker gebaut.
Die Linie 1 der Stralsunder Straßenbahn führte über den Neuen Markt.
Im Jahr 1968 wurde der Platz in seinen heutigen Zustand gebracht. Er diente fortan hauptsächlich als Parkplatz; die hohen Straßenlaternen stammen ebenfalls aus dieser Zeit. Die den Markt säumenden Bäume wurden gefällt. Am 22. April 1970 wurde der Neue Markt zu Ehren des russischen Revolutionsführers Wladimir Iljitsch Lenin in Leninplatz umbenannt. Nach der politischen Wende erhielt er wieder seinen historischen Namen.
Seit 2012 wird über eine Neugestaltung des Areals nachgedacht. Er dient bislang als Parkplatz mit 165 Stellplätzen und zwei Behindertenparkplätzen und als Veranstaltungsplatz für Wochenmärkte und Jahrmärkte. In mehreren Bürgertreffen wurden seit 2013 verschiedene Ideen für eine Marktumgestaltung ausgetauscht. Die Entscheidung zur Umgestaltung des Neuen Markts fiel im Frühjahr 2020 im Rahmen eines zweiphasigen Wettbewerbsverfahrens.

## Lage
Der rechteckig angelegte Neue Markt liegt nahe der Marienkirche. Die Mönchstraße, die Langenstraße, die Frankenstraße, die Marienchorstraße, die Bleistraße, die Tribseer Straße und die Poststraße führen an den Neuen Markt bzw. von ihm ab.

## Gebäude
Auf dem Markt, an der Ostseite. steht seit 1954 ein Toilettenhäuschen; es ersetzte eine Seltersbude. Zunächst diente das Häuschen mit Zeltdach auch als Wartehaus für Fahrgäste der Stralsunder Straßenbahn, als Zeitungskiosk und Telefonhäuschen.
Das bedeutendste und auch größte Gebäude am Neuen Markt ist die St.-Marien-Kirche im Süden. Zwischen dem Markt und der Kirche liegt der Sowjetische Ehrenhain mit einem Monument und einigen Kriegsgräbern sowjetischer Soldaten.

### Südseite
An der Südseite des Marktes steht die Pfarrkirche St. Marien, vor ihrem ehemaligen seitlichen Eingang liegt der Sowjetische Ehrenhain mit einem Monument und einigen Kriegsgräbern sowjetischer Soldaten.
Bis ins 19. Jahrhundert war das Gelände zwischen der Marienkirche und dem Neuen Markt noch bebaut. Nach einem Ratsbeschluss wurden die Gebäude in den Jahren 1868 bis 1871 für eine öffentliche Grünanlage abgerissen. Vor dem Nordportal der Marienkirche wurde nach dem Zweiten Weltkrieg der Ehrenhain mit seinem hohen Denkmal errichtet.
Die baumbestandenen Grünanlagen, die zum Teil als Kriegsgräberstätte genutzt sind, ziehen sich über die gesamte Südseite des Neuen Marktes.

### Westseite
An der Westseite stehen die Gebäude Neuer Markt 1 an der Ecke zur Bleistraße, Neuer Markt 2 und Tribseer Straße 20 an der Ecke zur Tribseer Straße.

### Nordseite
Die Nordseite des Neuen Marktes in Stralsund wird durch die Hauptpost geprägt. Hier stehen die Gebäude Neuer Markt 3/4 (Hauptpost) an der Ecke zur Poststraße und Neuer Markt 5 an der gegenüberliegenden Ecke, die Häuser Neuer Markt 6, Neuer Markt 7 (Sparkasse), Neuer Markt 8 und Neuer Markt 9; an der Ecke zur Mönchstraße steht das Haus Mönchstraße 33 mit seinem Giebel zum Markt. An der gegenüberliegenden Ecke zur Mönchstraße steht das Haus Neuer Markt 10 / Mönchstraße 34, daneben Neuer Markt 11 und Neuer Markt 12 an der Ecke zur Langenstraße.

### Ostseite

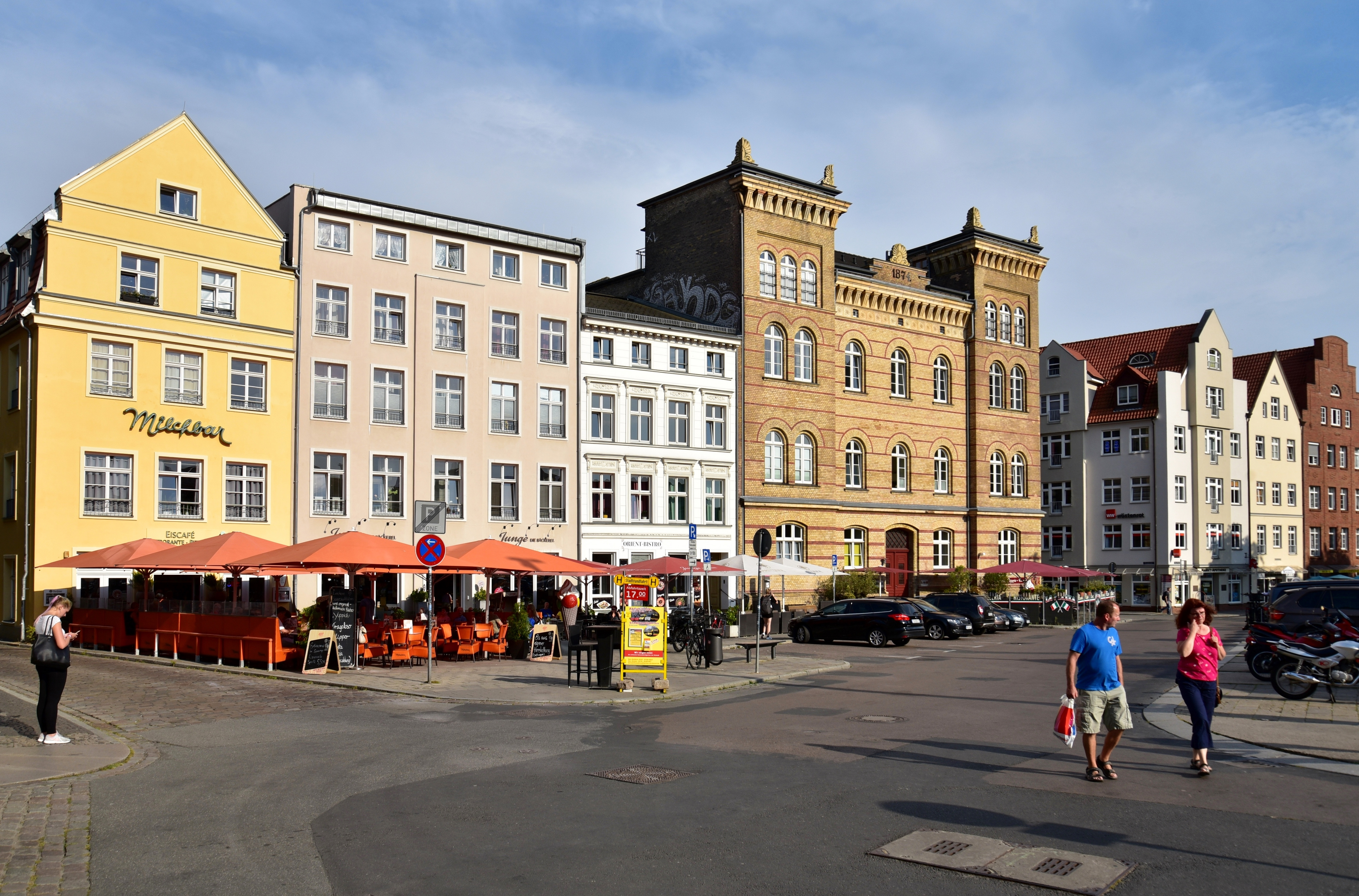
Gebäude an der Ostseite (2019)

An der Ostseite stehen die Gebäude Neuer Markt 13 (“Milchbar”) an der Ecke zur Langenstraße, Neuer Markt 14, Neuer Markt 15 und Neuer Markt 16/17 (ehemaliges „Garnisonslazarett“) an der Ecke zur Frankenstraße.
Vor dem Haus Neuer Markt 14 ist im Straßenpflaster ein Gedenkstein verlegt, der an den Papenbrand thom Sunde im Jahr 1407 erinnert.
Auf der gegenüberliegenden Ecke zur Frankenstraße steht das Haus Neuer Markt 18, daran schließen sich die Häuser Neuer Markt 19, Neuer Markt 20, Neuer Markt 21, Neuer Markt 22 und Neuer Markt 22 a an.